# Luís da Conceição Saraiva
Luís da Conceição Saraiva, O.S.B. (Santo Amaro, 24 de setembro de 1824 - Salvador, 26 de abril de 1876) foi um frade e prelado brasileiro da Igreja Católica, abade do Mosteiro de São Bento do Rio de Janeiro e bispo de São Luís do Maranhão. 

## Biografia

### Início
Nascido no Engenho Quitangá, na freguesia de Bom Jardim, hoje em Santo Amaro, era filho de José Antônio Saraiva e de Maria da Silva Mendes, sendo o irmão mais novo do Conselheiro Saraiva, que foi Presidente do Conselho de Ministros do Império e senador.
Iniciou seus estudos no Mosteiro Beneditino de Salvador, quando em 15 de maio de 1840 recebeu o hábito beneditino. Após ser feito diácono por Dom Romualdo Antônio de Seixas, foi encaminhado para concluir seus estudos no Mosteiro de São Bento da Corte, onde foi ordenado padre em 11 de abril de 1847 por Dom Manuel do Monte Rodrigues de Araújo.

### Vida no Claustro
Dois meses depois, foi feito prior do Mosteiro. Depois, foi nomeado pelo Imperador Dom Pedro II do Brasil como professor do imperial colégio fundado pouco antes, e anos depois, foi seu reitor. No Capítulo Geral de 1857 foi eleito como abade do Mosteiro Beneditino da Corte, cargo para o qual foi reeleito em 1860.
Encontrou um Mosteiro indo de encontro à ruína, em especial por conta do decreto que impedia a entrada de novos monges nos mosteiros, de 1855. Contudo, encontrou ânimo para fundar o Colégio de São Bento do Rio de Janeiro em seu primeiro ano como abade. Promoveu importantes melhorias na gestão do Mosteiro, melhorando as finanças com os alugueis de áreas de propriedade da Ordem.

### Episcopado
Dom Pedro II o nomeou como bispo de São Luís do Maranhão em 14 de janeiro de 1861, contando com apenas 36 anos, sendo seu nome confirmado em 22 de julho  pelo Papa Pio IX. Foi consagrado em 20 de outubro do mesmo ano, no Mosteiro de São Bento do Rio de Janeiro, pelo também beneditino Dom Frei Mariano Falcinelli Antoniacci, O.S.B., internúncio apostólico no Brasil, assistido pelo monsenhor Narciso da Silva Nepomuceno e pelo Frei Luís de Santa Teodora França. Assistiram à cerimônia o Imperador, a Imperatriz e de toda a Corte.
Tomou posse da Diocese por procuração ao vigário capitular e cônego mestre-escola Luís Raimundo da Costa Leite em 5 de fevereiro de 1862. Partiu para o Maranhão e fez uma estada na Bahia, antes de chegar a São Luís. O vapor Oiapoque atracou com Dom Luís em 14 de março, mas com a proliferação de cólera, ainda ficou em quarentena no porto, onde em 21 de março pode finalmente dar entrada na Sé de São Luís.
Trabalhou na melhoria das instalações das paróquias, da administração financeira e educacional, abrindo diversas instituições. Com a eclosão da Guerra do Paraguai, criou a Sociedade Eclesiástica de socorros às famílias do militares, que prestou auxílio às famílias dos combatentes; essa associação existiu até 1869. Em 14 de agosto de 1867, viajou para a Europa, incluindo uma parada em Lisboa, onde se encontrou com o Cardeal-Patriarca Dom Manuel Bento Rodrigues da Silva e em Paris, para visitar seu irmão que se encontrava enfermo. Realizou sua visita ad limina ao Papa Pio IX em 2 de abril e, por ser época da Páscoa, trabalhou nos atos solenes da Santa Sé durante o período. Regressou ao país em 12 de maio.
Opôs-se ao decreto imperial 3073 de 22 de abril de 1863, que interferiu no sistema de ensino dos seminários mas, durante a questão religiosa, foi, junto com o bispo de Cuiabá, Dom José Antônio dos Reis, contrário aos bispos revoltosos, mantendo-se em silêncio e sem se manifestar tanto sobre a Maçonaria, quanto sobre as prisões de Dom Vital de Oliveira e Dom Antônio de Macedo Costa.
Com a debilitação de sua saúde, procura tratamento na Bahia e, em Salvador, morreu em 26 de abril de 1876, no Mosteiro de São Bento onde entrou para a Ordem dos Beneditinos.